# 7035 Gomi
7035 Gomi este un asteroid din centura principală de asteroizi.

## Descriere
7035 Gomi este un asteroid din centura principală de asteroizi. A fost descoperit pe 28 ianuarie 1995 la Kitami de Kin Endate și Kazuro Watanabe. El prezintă o orbită caracterizată de o semiaxă mare de 3,18 ua, o excentricitate de 0,14 și o înclinație de 0,6° în raport cu ecliptica.